# Deserción escolar en América Latina
La deserción escolar en América Latina se refiere a las personas que dejan la escuela antes de graduarse en esta región en particular. Si se toma en cuenta que prácticamente la totalidad de la infancia y adolescencia de la región ingresa en el sistema educativo, es posible argumentar que la ausencia definitiva de un estudiante de una institución escolar expresa el debilitamiento de un vínculo que, por diversos motivos, se desgastó hasta finalmente romperse. Por otra parte, el hecho de que el abandono escolar se intensifique específicamente cuando las y los jóvenes tienen entre 15 y 17 años y que, además, se encuentre sobredimensionado en el caso de las poblaciones marcadas por carencias persistentes de diversa naturaleza, alerta sobre la dificultad que tiene el sistema educativo para interactuar con poblaciones cuyas realidades son bastante más complejas que aquellas situaciones para las cuales originariamente fue diseñado. En efecto, el déficit de escolarización observado entre adolescentes y jóvenes que provienen de los sectores sociales más desfavorecidos, quienes, en general, pertenecen a la primera generación de sus familias que accede a la escuela secundaria, sextuplica al de sus pares que se encuentran en mejores condiciones socioeconómicas.

## Factores principales de la deserción escolar

Motivos de abandono escolar entre adolescentes desescolarizados (América Latina, 18 países)

Al analizar las encuestas de hogares de algunos países de la región –como ocurre en los casos del Estado Plurinacional de Bolivia, Chile, Panamá, Costa Rica, Nicaragua y Paraguay–, que investigan cuáles son las opiniones de los niños, niñas, adolescentes, jóvenes y también de sus familias acerca de los motivos que desencadenan la interrupción del vínculo con la escuela, es posible percibir algunos atributos que se repiten y permiten agrupar las apreciaciones en dos grandes categorías.

### Dimensión material de la educación
Un primer gran grupo interpela directamente la dimensión material de la relación educativa. En este caso, las “dificultades económicas” constituyen la causa principal por la cual las familias no logran sostener la escolarización de sus niños y adolescentes. A esto se suman el déficit de los servicios educativos y las dificultades que implican las enfermedades crónicas o la discapacidad. Estos factores aparecen particularmente sobredimensionados entre aquellos motivos de desescolarización que más aquejan a los niños y niñas, durante su devenir por el nivel primario. Luego, al llegar a la adolescencia, el trabajo realizado tanto fuera como dentro del hogar parece irrumpir, según los testimonios de los actores y de sus familias, como la causa más directa de la desescolarización. De hecho, el trabajo remunerado es mencionado por el 20% de las y los jóvenes como motivo de la desescolarización, y el trabajo relacionado con la maternidad y la paternidad tempranas o las tareas de cuidado directo de otros integrantes del hogar también son subrayados como motivo de abandono por alrededor del 20% de ellos.
A partir de estos hallazgos, es evidente que el vínculo entre trabajo de mercado, trabajo de cuidados e interrupción de cada trayectoria escolar podría ser pensado como el emergente de dinámicas familiares afectadas por carencias y privaciones persistentes. Es decir que las situaciones de desescolarización de los jóvenes constituirían una de las consecuencias generadas por las dificultades que los adultos encuentran para resolver por sí solos una producción mínima de bienestar destinada a proteger las trayectorias escolares de sus adolescentes. Por otra parte, ante situaciones familiares de urgencia como las descritas, los roles que asumen las y los jóvenes dentro de las dinámicas familiares de producción de bienestar siempre están signadas por la pertenencia de género. Así ocurre que más del 70% de quienes señalan los motivos laborales como causa principal de desescolarización son varones, en contraste con el 97% de las mujeres encuestadas que indican que la maternidad y las tareas asociadas con la reproducción de la vida doméstica constituyen la causa principal del abandono escolar.
Dicho en otros términos, la intensificación del trabajo de mercado y del trabajo de cuidado durante la adolescencia –y su impacto sobre cada trayectoria escolar– es una clara expresión de los roles que asumen las y los jóvenes en contextos de privaciones materiales persistentes. Sin lugar a dudas, las dinámicas familiares que buscan generar niveles de bienestar para sus integrantes conforman una compleja red de interacciones donde, en muchos casos, las trayectorias escolares quedan atrapadas.
La estrecha relación que existe entre la participación de las y los jóvenes en las dinámicas familiares de producción de bienestar y el abandono escolar se confirma, en gran medida, al analizar articuladamente el vínculo de estas causalidades con la escuela, con la condición de la actividad económica, con la configuración familiar y hasta con la conformación de un nuevo hogar, a partir de la información que ofrecen las encuestas de hogares de la región.

Porcentaje de jóvenes que conviven con al menos un niño de 0 a 8 años, según máximo nivel de instrucción y sexo (América Latina, 18 países)

Una primera aproximación que permita dimensionar a este grupo de adolescentes y jóvenes desescolarizados señala de qué manera la intensificación del trabajo de cuidado entre las mujeres, la incorporación temprana de los varones en el mercado laboral, la maternidad y paternidad tempranas y la separación de la familia de origen constituyen realidades que afectan al 39% de este grupo. En efecto, el 67% de las y los jóvenes que interrumpieron tempranamente sus trayectorias escolares son varones que trabajan o mujeres inactivas que conviven con niños pequeños y se dedican al cuidado de los integrantes del hogar. Por otra parte, de la información analizada se desprenden fuertes indicios para sostener que una cuarta parte de las y los jóvenes desescolarizados de 18 a 24 años que abandonaron la escuela antes de finalizar el nivel medio forman parte de familias donde ellos, sus hermanos u otros familiares jóvenes fueron padres y madres adolescentes. Estos comportamientos determinan que muchos de los jóvenes se retiraran tempranamente de sus familias de crianza para conformar un nuevo hogar. La sobrerrepresentación de este subgrupo dentro de las y los adolescentes y jóvenes que interrumpieron sus trayectorias escolares antes de finalizar el nivel medio es, además, considerablemente mayor en el caso de los hogares más pobres, en las áreas rurales y entre las mujeres. Al tomar en cuenta esta causa de abandono escolar, es posible medir que la brecha social asciende a 22 puntos porcentuales en perjuicio de los sectores más pobres, la brecha geográfica a 7 puntos porcentuales en perjuicio de las áreas rurales y la brecha de género se establece en 10 puntos porcentuales en perjuicio de las mujeres.

### Dimensión subjetiva de la educación
El otro gran grupo de factores que propicia el abandono escolar, de modo más sutil y unido de manera directa con el marco analítico desde el cual se realicen las interpretaciones, alude a los soportes subjetivos de la experiencia escolar. En este sentido, las encuestas muestran que el 22% de las niñas y los niños que están desescolarizados y tienen entre 10 y 11 años declara que se encuentra en esa situación porque no les interesa estudiar, en tanto, entre los y las adolescentes de 15 a 17 años este motivo es señalado en el 38% de los casos.
Frente al reto que asumen los Estados de la región de garantizar el derecho a la educación, el “desinterés” por los estudios del que hablan los niños, niñas, adolescentes y jóvenes consultados pone de manifiesto que la accesibilidad a los servicios educativos (es decir, el vínculo que resulta de la combinación de condiciones y discursos de los servicios con las representaciones que los sujetos hacen de ellos) no es algo que se presente de manera natural.
Es del todo decidor y preocupante el que la baja autoestima y la falta de confianza en sus propias capacidades de aprender, se constituya en determinantes del abandono y la deserción. Así, estudiantes que no rinden o avanzan de acuerdo a la media o lo esperado, que presentan mayores dificultades para aprender (sea por ritmos, condiciones, falta de apoyo o saberes previos), vean incrementadas sus probabilidades de deserción escolar. 
Otro factor es la convivencia, el tipo de relación que se establece con los docentes y compañeros actúa como un fuerte factor de retención o expulsión de los estudiantes de las escuelas y los sistemas. Las bajas expectativas y estigmatización de los docentes respecto de estudiantes que se muestran con mayores dificultades para aprender, de conducta o disciplina, configuran relaciones tensan y desconfiadas entre unos y otros, lo que ayuda a no encontrar sentido a asistir a la escuela y colabora en la pérdida de motivación y confianza en las propias capacidades de los estudiantes. Sin duda, un profesor/a que cree en sus alumnos y lo expresa permanente, se constituye en importante factor de retención. Esto supone, conocerlo, apoyarlo y generar estrategias acordes a sus realidades, capacidades y condiciones.

## Factores intraescolares, representaciones y desescolarización
El proceso de construcción de la identidad de las y los jóvenes afecta –y es afectado por– el modo como se despliega la experiencia escolar. En este sentido, el análisis cuantitativo de factores asociados a la desescolarización, dentro del cual los factores intraescolares presentan un alto peso relativo, debe complementarse con una revisión de estas variables, un análisis de la violencia como factor específico y, finalmente, un análisis sobre las maneras de articularse las percepciones recíprocas de docentes y estudiantes en el contexto escolar.

### Lo subjetivo y los factores expulsores de la escuela
Ya al comienzo de la década pasada se consolidó la distinción entre los factores extraescolares (pobreza, ruralidad, género, pertenencia étnica, entre otros) y los factores intraescolares (bajo rendimiento, problemas de conducta, autoritarismo docente, desempeño académico, percepción sobre la calidad de la oferta educativa), asociados con la desescolarización. Diversos estudios han caracterizado esta realidad; tal es el caso del realizado por Espíndola y León (2002), donde se afirma que:
“De esta manera, serían las características y la estructura misma del sistema escolar, junto con los propios agentes intraescuela, los responsables directos de la generación de los elementos expulsores de este, ya fuera por lo inadecuado de su acción socializadora o por su incapacidad para canalizar o contener la influencia del medio socioeconómico (adverso) en el que se desenvuelven los niños y jóvenes”.

### La violencia como factor expulsor crítico
Un fenómeno particularmente relevante en este escenario es el problema de la violencia. Siguiendo a Escotto (2015), Trucco y Ullmann (2015) reconocen un conjunto de causas para la violencia que afecta a las y los jóvenes, entre estas se destacan: la creciente desigualdad y exclusión (o exclusiones); las secuelas de conflictos civiles; el tráfico de drogas; los procesos migratorios y las deportaciones; la violencia intrafamiliar; la falta de sentido de pertenencia de los y las jóvenes; la estigmatización de la juventud; y la desafiliación institucional. A esto se suman dos encuadres culturales: una cultura generalizada que valida la violencia como mecanismo para resolver conflictos, y una baja tolerancia a las diferencias en sociedades muy desiguales, lo que promueve la discriminación.
Específicamente en el ámbito escolar, la violencia se manifiesta de manera más o menos extendida, agudizando tres tipos de tensiones que resultan claves:
1. Los comportamientos violentos versus la escuela como espacio seguro y protegido para la formación de las nuevas generaciones en conductas y valores ciudadanos y democráticos.[9]
2. La escuela como espacio regulador del comportamiento (conformación de una convivencia escolar) versus la irrupción del espacio externo (por ejemplo, la reconfiguración de la sociabilidad a propósito de las TIC y su impacto sobre la vida cotidiana de las y los jóvenes); y
3. La institución escolar orientada a una población homogénea versus una nueva población escolar diversa, problema en torno al cual López (2011)[10] señala: “... es un desajuste en términos valorativos entre el alumno que se quisiera tener, y aquel que efectivamente está en el aula día a día. No solo se constata que los nuevos alumnos son diferentes, sino además se hace visible que esa diferencia genera malestar, y más aún, es connotada y valorada negativamente”.[10][2]

Esta afirmación podría explicar la fuerte expresión cotidiana de comportamientos violentos en el espacio escolar, tanto en forma de violencia institucional, como en el caso de las agresiones entre pares o las reacciones a la discriminación circundante. Enfrentar estas situaciones requiere no solo de reglas, consecuencias y sanciones, sino, muy especialmente, de medidas de apoyo y del desarrollo de capacidades personales de tolerancia y manejo de conflictos, todos recursos y capacitaciones que actualmente no están siendo provistos por la escuela media.

### Las representaciones recíprocas entre adolescentes y docentes
Las representaciones recíprocas entre los adolescentes y sus docentes también condicionan tanto las diversas trayectorias estudiantiles como, incluso, la permanencia de algunos jóvenes en la escuela media. Hoy en día, es posible apreciar con claridad una relevante presencia de jóvenes que descreen de la escuela. En apoyo de esta idea, las encuestas nacionales sobre juventud realizadas en los países de la región (con su variabilidad metodológica y de ciertos aspectos locales) ponen en evidencia la persistencia de los modelos tradicionales de valoración del rol de la escuela, a la vez tensionados por numerosas problemáticas, como el aumento de las brechas educativas según los estratos socioeconómicos, la violencia psicológica y física, y los desajustes entre los aprendizajes y el mercado laboral, entre otros factores.
En el nivel regional, se evidencia que, para una tercera parte de los jóvenes entrevistados, la escuela como principal institución socializadora se encuentra severamente cuestionada en su forma más general, y esta tendencia se acentúa aun más en el Cono Sur y en Brasil. Las particularidades, en cambio, tienen una percepción menos fuerte: tanto los maestros como los contenidos, su instrumentalidad para el trabajo o la violencia en el ambiente escolar, tienen un comportamiento muy similar, que ronda el 20%, con excepción de Centroamérica y Brasil, donde se mantienen las críticas en todos los sentidos un poco arriba del 35%.
Entre las y los jóvenes mexicanos (según la Encuesta Nacional de Juventud de 2005), las razones para elegir estudiar están ligadas a la posibilidad de contar con un buen trabajo (58%), es decir que la educación sigue siendo vista como una posibilidad de ascenso y movilidad social. En Argentina (a partir de las voces de la Encuesta Nacional de Juventudes en Argentina de 2009), un 56% de los encuestados, independientemente de su edad, afirmó que los jóvenes deben estudiar y no trabajar, lo que confirma de alguna manera el valor que posee la educación en el imaginario social y la importancia otorgada, sobre todo, al derecho a la educación. En este sentido, gran parte de los encuestados, independientemente de la edad, posee una alta valorización de las credenciales educativas y confía en que estas colaboran con una inserción social exitosa.
En Guatemala (Primera Encuesta Nacional de Juventud en Guatemala - ENJU, 2011), los jóvenes consideran que la educación que reciben o han recibido es relevante para aprender más o para obtener mayores conocimientos (40%), en tanto, una proporción similar indica que la educación permite obtener un buen trabajo, mejorar su situación económica o incluso ayudar a sus familiares (37,3%). Luego, en menor proporción, el 14,3% de los jóvenes asigna a la educación la tarea de desarrollar las capacidades de socialización, como conocer gente, hacer amigos, obtener prestigio o cumplir con las expectativas sociales. La encuesta también aporta que, entre estos jóvenes, un 43% ha sufrido burlas o descalificaciones en la escuela (es decir, violencia psicológica) y un 30,8% ha llegado a ser víctima de violencia física.
Entre los jóvenes uruguayos (según la Tercera Encuesta Nacional de Adolescencia y Juventud - ENAJ, 2013), el principal motivo declarado por el 45,1% para asistir a un centro de educación media es “para adquirir formación”. Mucho más atrás en el ranking de posibilidades, el motivo “esperas/esperabas mejorar tu posición social con los estudios” solo obtiene un 6,2%. 
Finalmente, en Colombia (a partir de los datos de la Encuesta Nacional de Jóvenes, 2000), los jóvenes consideran que entre los factores que más influyen para tener éxito y triunfar (según una primera mención), el primero es la personalidad (38%), en segundo lugar está la preparación (24%) y, en tercer lugar, el esfuerzo (21%). Por otro lado, los profesores ocupan el último lugar en la importancia asignada por los jóvenes, como agentes socializadores durante la vida cotidiana, después de mamá, hermanos, papá, amigos y novio o novia. Transversalmente, las encuestas de juventud de los distintos países señalan que la falta de dinero (para transporte o matrícula) constituyen el principal motivo de la deserción escolar.